# Paul Delvaux
Paul Delvaux (* 23. September 1897 in Antheit (Wanze) bei Huy; † 20. Juli 1994 in Veurne, Westflandern) war ein belgischer Maler des Surrealismus.

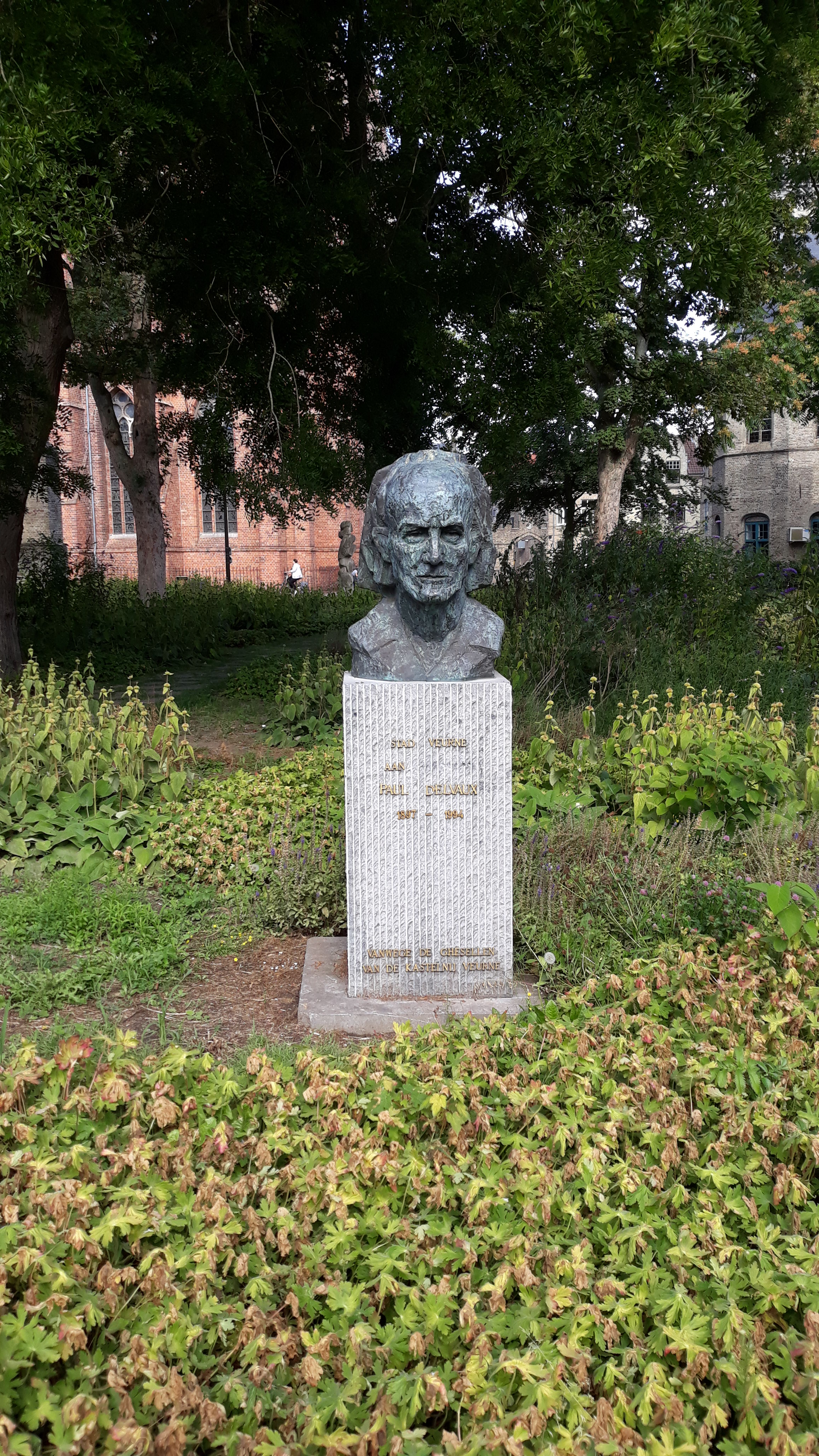
Denkmal für Paul Delvaux in Veurne

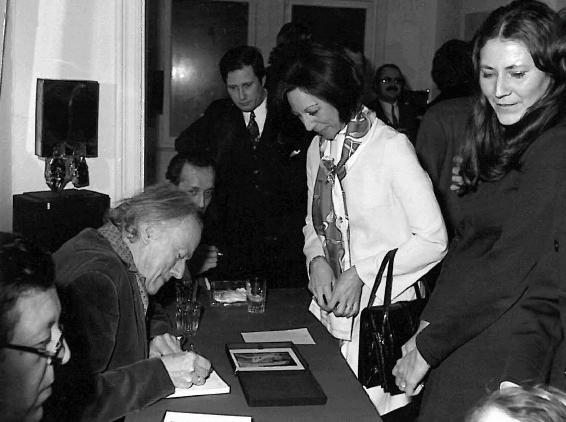
Paul Delvaux beim Signieren 1972

## Leben
Delvaux studierte zunächst 1917 ein Jahr Architektur und ab 1918 Malerei an der Akademie der schönen Künste in Brüssel. Zu seinen Lehrern zählte Constant Montald. 1929 lernte er Anne-Marie De Martelaere kennen, die er viele Jahre später, am 25. Oktober 1952, in Boitsfort heiratete. Ab 1937 war er jedoch zunächst bis 1949 mit der Museumssekretärin Suzanne Purnal verheiratet. Nachdem er die Werke von René Magritte und Giorgio de Chirico gesehen hatte und mit Magritte 1936 im Brüssler Palais des Beaux-Arts ausgestellt hatte, schloss er sich 1937 der surrealistischen Bewegung an. Die breite Öffentlichkeit sah seine Gemälde auf der surrealistischen Ausstellung von 1938 in Paris. Um 1940 waren seine Arbeiten an der Exposición international de surrealismo in Mexiko-Stadt zu sehen. 1951 baute er sich ein Atelier-Haus in St-Idesbald, dem er den Namen Noordduin gab. Im Jahr 1959 war Paul Delvaux Teilnehmer der documenta 2 in Kassel.
Seine charakteristischen Werke fallen auf durch realistisch gehaltene Hintergrund-Landschaften, vor denen unbekleidete Frauen das Bild dominieren. Eine weitere Welt Paul Delvaux’ erschließt sich in der Welt der Eisenbahn (Trains du soir).
Großflächige Wandgemälde sind im Casino von Ostende, im Kongresspalast Brüssel und im zoologischen Institut von Lüttich zu sehen.

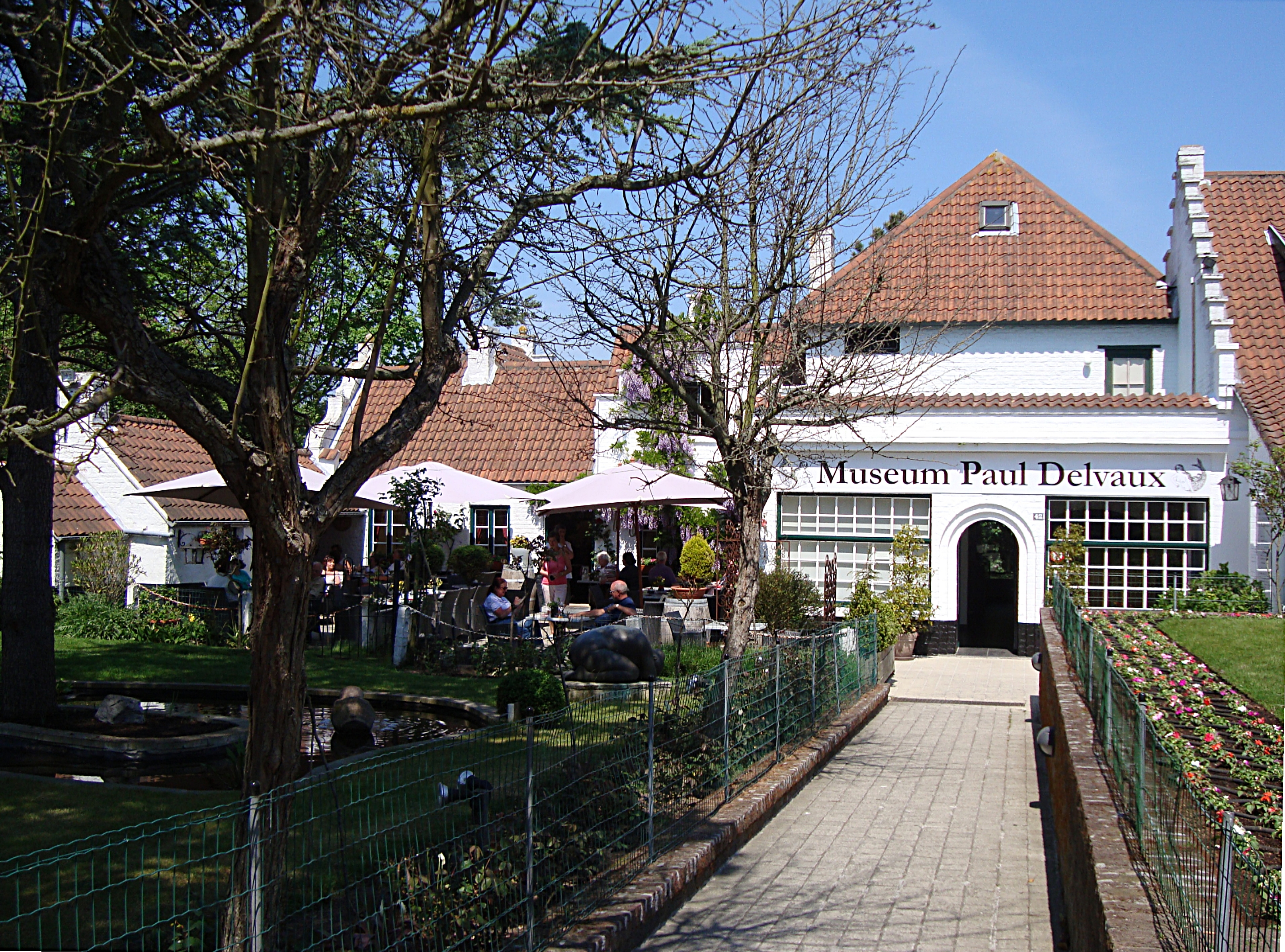
Paul-Delvaux-Museum in Sint-Idesbald

Delvaux wirkte seit 1945 in dem Weiler St. Idesbald an der belgischen Küste, Ortsteil der Gemeinde Koksijde. Dort ist seinen Werken seit 1982 ein kleines, aber sehenswertes Museum gewidmet.
1950 wurde Delvaux Lehrer an der École Nationale Supérieure d’Art et d’Architecture in Brüssel. 1956 wurde er korrespondierendes und 1958 ordentliches Mitglied der Académie royale des Sciences, des Lettres et des Beaux-Arts de Belgique. 1976 wurde er als auswärtiges Mitglied in die Académie des Beaux-Arts aufgenommen.

## Trivia
Nach Delvaux ist der Asteroid (10934) Pauldelvaux benannt.

## Werke
- Schlafende Venus (Luxembourg, Musée national d’histoire et d’art), 1932, Öl auf Leinwand, 100 × 100 cm
- Lamentations autour du Christ mort, 1953
- Landschaft mit Laternen (Wien, Albertina, Sammlung Batliner, Inv. Nr. GE30DL), 1958, Öl auf Isorel, 121,5 × 159 cm
- Junges Mädchen (Privatbesitz), 1976, Öl, Wasserfarben, indische Tinte auf Holz, 90 × 74 cm

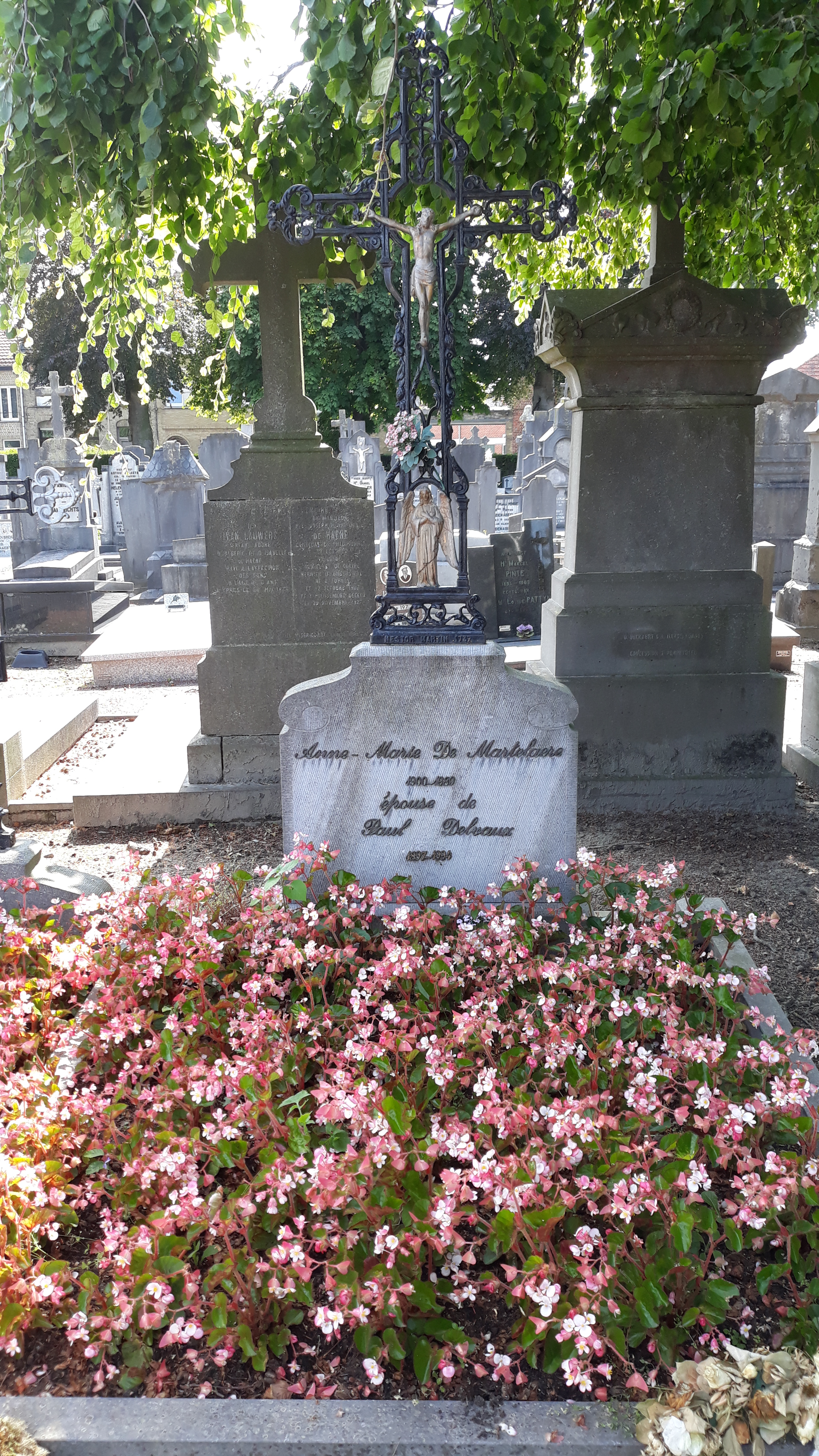
Das Grab von Paul Delvaux und seiner Ehefrau Anne-Marie De Marthelaere auf dem Friedhof von Veurne